# Benni Bauerdick
Benni Bauerdick (* 8. November 1988 in Lennestadt) ist ein deutscher Radio-Moderator, Fernsehreporter, Podcaster und Trauerbegleiter und lebt in Köln.

## Werdegang
Geboren in Lennestadt legte Bauerdick sein Abitur 2008 am Gymnasium der Stadt Lennestadt ab. Er begann seine Radiolaufbahn im März 2010 bei Radio Siegen wo er nach seinem Volontariat von 2012 bis 2015 als Host der Sendung "Radio Siegen am Morgen mit Benni Bauerdick" tätig war. Er interviewte Stars aus der Musikbranche, berichtete als Politikreporter aus der Region und präsentierte mehrfach die größte Außensendung von Radio Siegen live vom internationalen Musik- und Theaterfestival KulturPur. 2013 bis 2014 arbeitete er außerdem als Reporter für die NRW-Lokalsender Radio Köln und Radio Berg und absolvierte Hospitanzen bei Hit Radio FFH und bei RTL Punkt 12.
2015 wechselte er als Moderator zur jungen Welle des Westdeutschen Rundfunks Köln: 1 Live. Als Moderator der fünfstündigen Live-Sendung Die junge Nacht der ARD ist er zusätzlich seit 2018 bundesweit bei den Sendern 1LIVE, YOU FM, N-Joy, Fritz, MDR Sputnik, Unserding und DASDING zu hören. Von 2021 bis Ende 2023 moderierte Bauerdick als festes Team gemeinsam mit Freddie Schürheck die quotenstärkste Sendung bei 1LIVE – die tägliche Morningshow von 5:00 bis 10:00. Auf eigenen Wunsch hin, hat der Radiomoderator Ende 2023 die Frühsendung verlassen, um sich mehr seinen anderen Tätigkeitsfeldern zu widmen.
Als Crossmedia-Reporter arbeitet er seit 2017 für die Radiosender WDR 2, WDR 4, WDR 5 und Deutschlandfunk Nova, wobei sein Schwerpunkt auf wissenschaftlichen und gesellschaftlich relevanten Themen liegt. Im Jahr 2018 gewann ihn Bettina Böttinger für ihr Talk-Format Kölner Treff im WDR Fernsehen, für das er seitdem als TV-Redakteur arbeitet. 2019 war Bauerdick zudem verantwortlicher Redakteur der Sendung "Küsst euch!", die anlässlich des Christopher Street Day im Abendprogramm des WDR-Fernsehens ausgestrahlt worden ist. Für die WDR-Lokalzeit Südwestfalen stand Bauerdick 2018 als Fernseh-Reporter auch vor der Kamera. Seit 2023 ist er fester Reporter in der Berichterstattung des Kölner Karnevals vom WDR-Fernsehen.
Seit 2022 veröffentlicht Benni Bauerdick seinen eigenen Podcast "Fenster oder Gang?". Ein Podcast über unterschiedliche Lebens- und Liebesformen, gesellschaftliche Narrative und deren Auswirkungen auf unsere Psyche, mentale Gesundheit und unterschiedliche Therapieformen. Es geht um das Leben in all seinen Facetten, die Liebe, Selbstliebe und Selbstzweifel, Angst Depressionen und das Scheitern. Außerdem ist er seit 2023 zusammen mit Mechthild Schroeter-Rupieper Host vom Podcast "Todesmutig". Es geht um Verlust, den Tod, Trauer und das Weiterleben.
Darüber hinaus arbeitet Benni Bauerdick seit 2023 auch als zertifizierter Trauerbegleiter. Er bietet in Köln Trauereinzelbegleitungen und Trauergruppen unter dem Namen "Weinabend" an.

## Kontroverse
Im November 2016 gab es wegen Bauerdick eine Programmbeschwerde gegen den WDR. Der Moderator hatte in der Sendung am 16. November gesagt: „Komme gerade von der Toilette, habe noch einen Obama ins Weiße Haus geschickt“. Für diese Aussage entschuldigte er sich noch in der laufenden Sendung. WDR-Intendant Tom Buhrow sagte in seinem Bericht für den WDR-Rundfunkrat, dass die Bemerkung gegen den im WDR-Gesetz festgelegten Grundsatz verstoßen habe, dass die Würde des Menschen zu achten und zu schützen sei.

## Soziales Engagement
Nach seinem Abitur in Lennestadt 2008 absolvierte Bauerdick seinen Zivildienst im Kinder- und Jugendhospiz Balthasar in Olpe. Seitdem ist Bauerdick Promi-Pate für das Hospiz und moderiert ehrenamtlich diverse Veranstaltungen für das Balthasar. 2018 führte er außerdem durch die Jubiläums-Gala der DRK-Kinderklinik Siegen. Darüber hinaus hat er in Reportagen und Artikeln bundesweit über die Arbeit von Kinder-Hospizen berichtet und auf deren unverzichtbare Bedeutung für die Gesellschaft aufmerksam gemacht. Im Jahr 2023 hat er für den Radiosender 1 Live einen Tag lang eine junge Bestatterin begleitet und eine Trauergruppe für junge Erwachsene besucht. Die Reportage trug den Titel "Wenn der Tod dein Beruf ist".
Als Gesprächs-Partner in Podcasts und auf Bühnen setzt er sich außerdem für mehr Toleranz und Akzeptanz gegenüber der LGBT-Community ein. Bauerdick arbeitet ehrenamtlich eng mit der Aids-Hilfe Köln und dem schwul-lesbischen Jugendzentrum Anyway zusammen. In seiner Tätigkeit als Trauerbegleiter wird er außerdem immer wieder als Experte zum Thema Trauer, Tod und Verlust eingeladen. Bauerdick spricht offen über seine eigenen Therapieerfahrungen, mentale Gesundheit und eigene Verluste, die er erlebt hat. In einer Folge des ARD Podcast "Der Raum" ging es um das Vorurteil, dass Scheitern, Ängste oder Therapien häufig mit Schwäche in Verbindung gebracht werden. Deshalb spricht er in dieser Folge ganz offen über einschneidende und tragische Erlebnisse in seinem Leben: der Tod seines Vaters und die Scheidung seines Ex-Manns.

## Belege
1. ↑  https://www.bennibauerdick.de
2. ↑  https://www.podcast.de/episode/436716490/%2350+Benni+Bauerdick+-+Moderator+%26+Reporter+I+Auf+dem+Weg+u.a.+als+1LIVE+Moderator/
3. ↑  https://www.kulturpur-festival.de/2015/6748/
4. ↑  Benni Bauerdick: Benni Bauerdick. 25. April 2016 (wdr.de [abgerufen am 9. November 2017]).
5. ↑  Stefan Fischer: Hörfunk - Wache Sache. In: sueddeutsche.de. 8. Juli 2018, abgerufen am 28. Januar 2024.
6. ↑  DWDL de GmbH: Bauerdick verlässt 1Live-Morgen, Bahn hört bei NDR 2 auf. Abgerufen am 30. Mai 2024 (englisch).
7. ↑  Fans sind traurig: Beliebtes Kölner Radio-Duo gesprengt – „werde die Zeit nie vergessen“. 7. November 2023, abgerufen am 30. Mai 2024.
8. ↑  https://prleben.de/2018/09/25/wir-wollen-beim-hoerer-emotionen-hervorrufen/#more-2956
9. ↑  https://www1.wdr.de/mediathek/audio/wdr5/quarks/topthemen-aus-der-wissenschaft/audio-narzissten-mangelt-es-am-selbstwert-100.html
10. ↑  Keramik im Trend: Warum Töpfern das neue Yoga ist· Dlf Nova. In: deutschlandfunknova.de. 4. März 2020, abgerufen am 17. Februar 2024.
11. ↑  https://creativemornings.com/talks/benni-bauerdick
12. ↑  https://www1.wdr.de/unterhaltung/show-und-talk/Kuesst-euch-Die-grosse-Show-zum-CSD-100.html
13. ↑  Kölner Schull- un Veedelszöch 2024. 24. April 2024, abgerufen am 30. Mai 2024.
14. ↑  der Benni Bauerdick: Fenster oder Gang? Abgerufen am 30. Mai 2024.
15. ↑  Mechthild Schroeter-Rupieper & Benni Bauerdick: Todesmutig. Abgerufen am 30. Mai 2024.
16. ↑  „Der Mensch ist nicht weg, er lebt in uns weiter“: 1Live-Moderator organisiert Wein-Abende für Trauernde. 10. Juli 2023, abgerufen am 30. Mai 2024.
17. ↑  Radio-Moderator Benni Bauerdick - Rassistischer Spruch bei 1Live: Das sagt Tom Buhrow. In: General-Anzeiger Bonn. 27. Februar 2017 (ga.de [abgerufen am 9. November 2017]).
18. ↑  Rassismus bei 1LIVE?: Moderator Benni Bauerdick verärgert Zuhörer mit diesem Spruch. In: Express.de. (express.de [abgerufen am 9. November 2017]).
19. ↑  https://www.kinderhospiz-balthasar.de/service/aktuell/news-detailseite.html?tx_news_pi1%5Bnews%5D=4031&tx_news_pi1%5Bcontroller%5D=News&tx_news_pi1%5Baction%5D=detail&cHash=7c2d6a9981f0d2b3bc1ddb0c20315607
20. ↑  Ina Carolin Lisiewicz: Festakt zum 100. Geburtstag der DRK-Kinderklinik Siegen. In: wp.de. 17. Juni 2018, abgerufen am 17. Februar 2024.
21. ↑  https://www1.wdr.de/radio/1live/on-air/sendungen/1live-reportage/einslive-reportage-on-air-leben-100.html
22. ↑  Zivildienst im Kinderhospiz: Benni lernt, wie man einen Jungen mit einer Schwerst-Mehrfach-Behinderung begrüßt· Dlf Nova. In: deutschlandfunknova.de. 5. Oktober 2018, abgerufen am 17. Februar 2024.
23. ↑  Wenn der Tod dein Beruf ist. 26. Februar 2024, abgerufen am 30. Mai 2024.
24. ↑  Aktuelle Nachrichten | Rheinische Post Online. Abgerufen am 30. Mai 2024.
25. ↑  „Ein Traum ist wahr geworden“ - Kölner Aidshilfe weiht neuen barrierefreien Standort ein. Abgerufen am 30. Mai 2024.
26. ↑  Aufklärung & Bildung (WiR*) | anyway. Abgerufen am 30. Mai 2024 (deutsch).
27. ↑  Fabian Girschick: Benni Bauerdick, gibt es Unterschiede zwischen queerem und nicht-queerem Tod? Abgerufen am 30. Mai 2024 (deutsch).
28. ↑  RTL+. Abgerufen am 30. Mai 2024.
29. ↑  Benni Bauerdick: Der Tod gehört zu unserem Leben dazu. 26. Oktober 2022, abgerufen am 30. Mai 2024.

| Personendaten    | Personendaten                      |
| ---------------- | ---------------------------------- |
| NAME             | Bauerdick, Benni                   |
| KURZBESCHREIBUNG | deutscher Moderator und Journalist |
| GEBURTSDATUM     | 8. November 1988                   |
| GEBURTSORT       | Lennestadt                         |